# ریخاسیم
ریخاسیم (به لاتین: Rekhasim) یک منطقهٔ مسکونی در اسرائیل است که در حیفا واقع شده‌است.